# زبابة طوبينية عملاقة
الزبابة الطوبينية العملاقة (باللاتينية: Anourosorex schmidi) هي نوع من الزبابات الحمراء الأسنان موطنها الأصلي بوتان والهند.